# Light Me Up
Light Me Up — дебютный альбом американской альтернативной рок-группы The Pretty Reckless, вышедший в августе 2010 года на лейбле Interscope Records.

## История записи
Запись альбома началась в 2008 году, после того как вокалистка группы Тейлор Момсен собрала музыкальную группу. За два месяца до выхода полноценного альбома The Рretty Reckless выпустили одноимённый EP, куда вошли четыре песни, ожидавшиеся в альбоме. Тем не менее, в итоге песня «Zombie» не была включена в список композиций Light Me Up.

## Синглы
Сингл «Make Me Wanna Die» вышел 30 марта 2010 года в США и 13 мая в Великобритании.
Второй сингл «Miss Nothing» вышел 23 августа 2010 года только в Великобритании.
Третий сингл «Just Tonight» вышел 9 ноября 2010 года на радио, и в декабре — в продажу.

## Список композиций
Все песни альбома были написаны Тейлор Момсен, продюсером Като Хандвала и Беном Филлипсом.
| №   | Название               | Длительность |
| --- | ---------------------- | ------------ |
| 1.  | «My Medicine»          | 3:14         |
| 2.  | «Since You’re Gone»    | 2:41         |
| 3.  | «Make Me Wanna Die»    | 3:55         |
| 4.  | «Light Me Up»          | 3:27         |
| 5.  | «Just Tonight»         | 2:48         |
| 6.  | «Miss Nothing»         | 3:13         |
| 7.  | «Goin' Down»           | 3:35         |
| 8.  | «Nothing Left to Lose» | 4:11         |
| 9.  | «Factory Girl»         | 3:31         |
| 10. | «You»                  | 3:32         |

## Критика
Альбом получил смешанные отзывы критиков. Журнал Blare поставил Light Me Up 4 балла из 5, отметив, что «лирическая составляющая Light Me Up охватывает взлёты и падения жизни, а также всё, что находится между смелостью, силой и выражением боли».
Digital Spy поставил 3 балла из 5 и раскритиковал вокальную манеру исполнения Тейлор Момсен: «Когда [Момсен] перестаёт беспокоиться о том, что нужен этот чёртов хард-рок, перед нами появляется истинная поп-звезда». Сайт Review Rinse Repeat подверг жёсткой критике тексты песен, но хорошо отозвался о вокале Тейлор Момсен. Рецензент Classic Rock: «музыкально самовлюблённый глянцевый поп-рок Light Me Up обладает всей глубиной Аврил Лавин, плещущейся на мелкой стороне детского бассейна».

## Позиции в чартах
| Чарт (2010–11)                                 | Лучший результат |
| ---------------------------------------------- | ---------------- |
| Australian Albums (ARIA)                       | 71               |
| Belgian Heatseekers Albums (Ultratop Flanders) | 2                |
| Belgian Heatseekers Albums (Ultratop Wallonia) | 1                |
| Canadian Albums (Billboard)                    | 57               |
| Франция (SNEP)                                 | 167              |
| Ирландия (IRMA)                                | 18               |
| Japanese Albums (Oricon)                       | 48               |
| Шотландия (Scottish Albums Chart)              | 7                |
| Великобритания (UK Albums Chart)               | 6                |
| Великобритания (UK Rock & Metal Albums Chart)  | 1                |
| США (Billboard 200)                            | 65               |
| США (Billboard Top Alternative Albums)         | 10               |
| США (Billboard Top Rock Albums)                | 18               |

## Хронология релизов
| Страна         | Дата             | Лейбл                 | Каталог    |
| -------------- | ---------------- | --------------------- | ---------- |
| Ирландия       | 27 августа, 2010 | Universal Music Group |            |
| Австралия      | 27 августа, 2010 | Universal Music Group |            |
| Великобритания | 30 августа, 2010 | Polydor Records       |            |
| Германия       | 31 августа, 2010 | Universal Music Group | B003XU75QG |
| Франция        | 6 декабря, 2010  | Universal Music Group | B003XU75QG |
| Канада         | 1 марта, 2011    | Universal Music Group |            |
| Япония         | 2 марта, 2011    | Universal Music Group | B004HHARS2 |